# ムリコール酸
ムリコール酸（ムリコールさん、muricholic acid）は、マウスに見られる主要な胆汁酸の形態の一群である。名称はMuridae（ネズミ科）とコール酸に由来する。他の種には低濃度で見られる。ムリコール酸は、ヒトに見られる一次胆汁酸であるコール酸やケノデオキシコール酸とは異なり、6位にヒドロキシ基がある。7位のヒドロキシ基の配向で、ムリコール酸のα-またはβ-が決まる。ムリコール酸はヒトの尿から低濃度で検出される。 
無菌マウスの3つの主要な胆汁酸は、コール酸、α-ムリコール酸、およびβ-ムリコール酸である。正常な微生物叢を持つ従来のマウスには、ω-ムリコール酸、およびさまざまな硫酸化形態が見られる。タウリン（主な形態であるタウロムリコール酸を与えるまたはグリシン（グリコムリコール酸を与える）との抱合は、分泌前に肝臓で起こる。
げっ歯類でムリコール酸を形成する6-ヒドロキシ化反応に関与する酵素は、シトクロムP450 CYP2C70である。これにより、ケノデオキシコール酸からα-ムリコール酸が生成され、ウルソデオキシコール酸からβ-ムリコール酸が生成される。  
タウロムリコール酸は、胆汁酸受容体ファルネソイドX受容体 (FXR) の強力な拮抗薬であることが示された。 

## 化学構造

α-ムリコール酸
β-ムリコール酸
γ-ムリコール酸（ヒオコール酸）
ω-ムリコール酸